# Pointe Baham
Pointe Baham är en udde i Martinique. Den ligger i den sydöstra delen av Martinique, 30 km sydost om huvudstaden Fort-de-France.